# Bielovodská dolina
Die Bielovodská dolina (älter Podúplazská dolina oder Dolina pod Vysokou genannt; deutsch Almengrund, Alpengrund, Poduplazkital, ungarisch Poduplaszki-völgy oder Karám-völgy, polnisch Dolina Białej Wody) ist ein Tal in der Slowakei im Talsystem der Dolina Białki (slowakisch ebenfalls Bielovodská dolina genannt), auf der nördlichen Seite der Hohen Tatra. Das Haupttal ist etwa 10 Kilometer lang und bedeckt eine Fläche von 20 km².

## Beschreibung

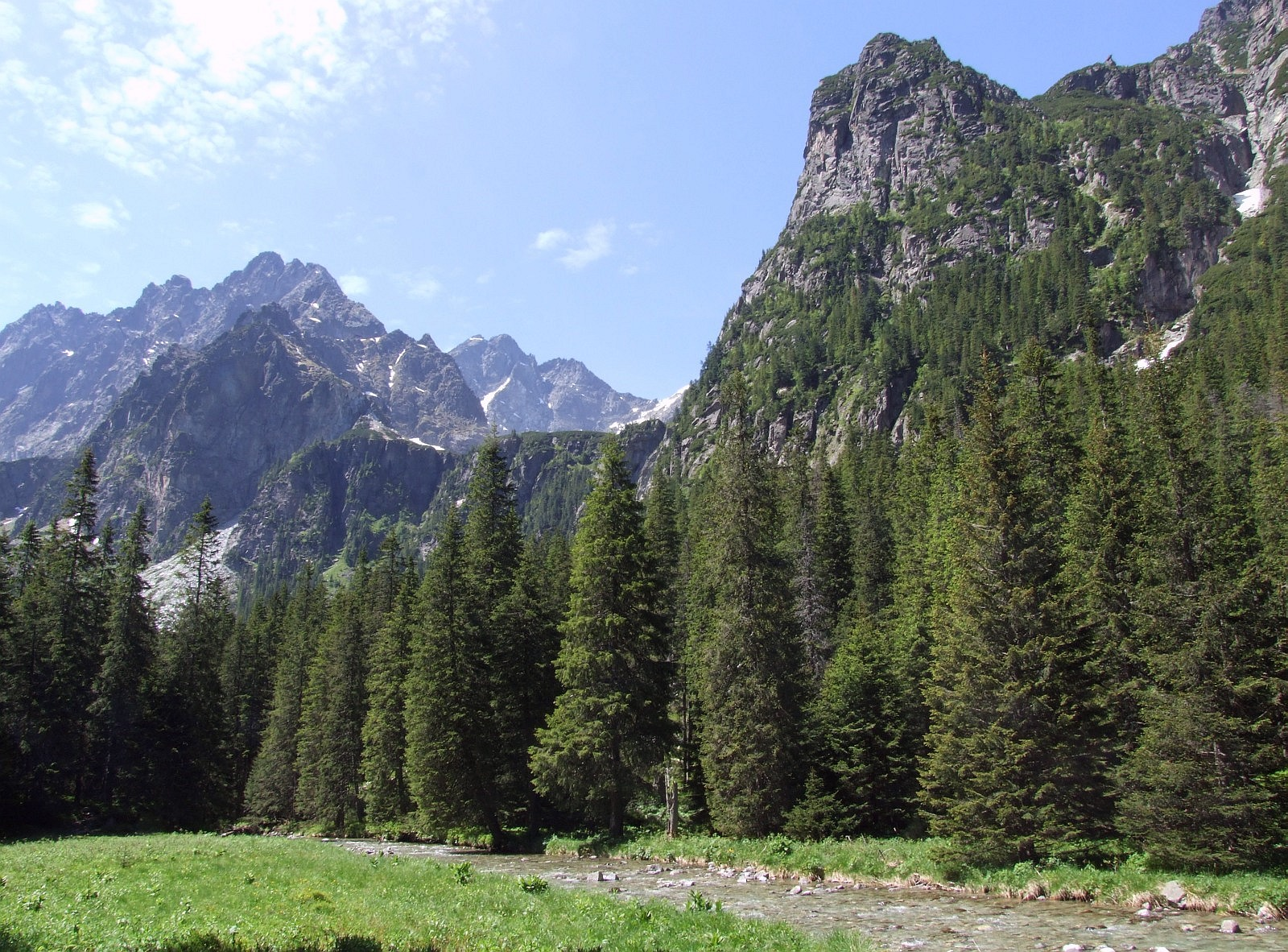
Blick von der Weide Poľana pod Vysokou

Das Tal wurde in der letzten Eiszeit durch einen großen, 13 km langen und bis zum 280 m dicken Gletscher gebildet und hat somit einen alpinen Charakter. Im nördlichen Teil wird das Tal durch die polnisch-slowakisch Staatsgrenze bis zur Mündung des Rybi Potok einerseits und die Nordwestschulter des Bergs Široká andererseits begrenzt und umfasst orographisch rechts die Seitentäler Červená dolina (Rotes Tal), Rozpadliny (Zerklüftetes Tal), Spismichalova dolina (Michels Grund), Litvorový žľab (Litvorovygraben), Rovienky (Ebental) und Svišťová dolina (Murmeltiertal). Oberhalb des Zusammenflusses des Rybi Potok mit dem bisher slowakischen Fluss Biela voda (polnisch Biała Woda) liegen die orographisch links gelegenen Täler Žabia Bielovodská dolina und Ťažká dolina (Verborgenes Tal). Die südliche Fortsetzung oberhalb einer felsigen Schwelle sind die zwei Täler Kačacia dolina (Entental) mit dem Kar Železná kotlina und der Rinne Kačací žľab (Ententalschlucht) sowie die Litvorová dolina (Litvorovytal). Das ganze Tal ist durch mehrere Bergmassive umzingelt. Beginnend im Westen und gegen den Uhrzeigersinn sind dies u. a. Mlynár, Rysy, Vysoká, Gánok, Rumanov štít, Zlobivá, Popradský Ľadový štít, Batizovský štít, Zadný Gerlach, Východná Vysoká, Svišťový štít, Malý Javorový štít und Široká.
Das Talsystem grenzt im Westen über den Seitengrat Žabí hrebeň an das polnische Tal Dolina Rybiego Potoku und weiter talabwärts Dolina Roztoki. Im Osten geht es über die Nordwestschulter von Široká und weiter Hauptachse des Seitengrats derselben Bergs ins Talsystem von Javorová dolina, im Süden erhebt sich der Hauptkamm der Hohen Tatra zwischen Rysy und Východná Vysoká, mit Übergängen in die Täler Velická dolina, Batizovská dolina sowie Zlomiská-Tal und Žabia dolina mengusovská im Talsystem von Mengusovská dolina.

## Gewässer

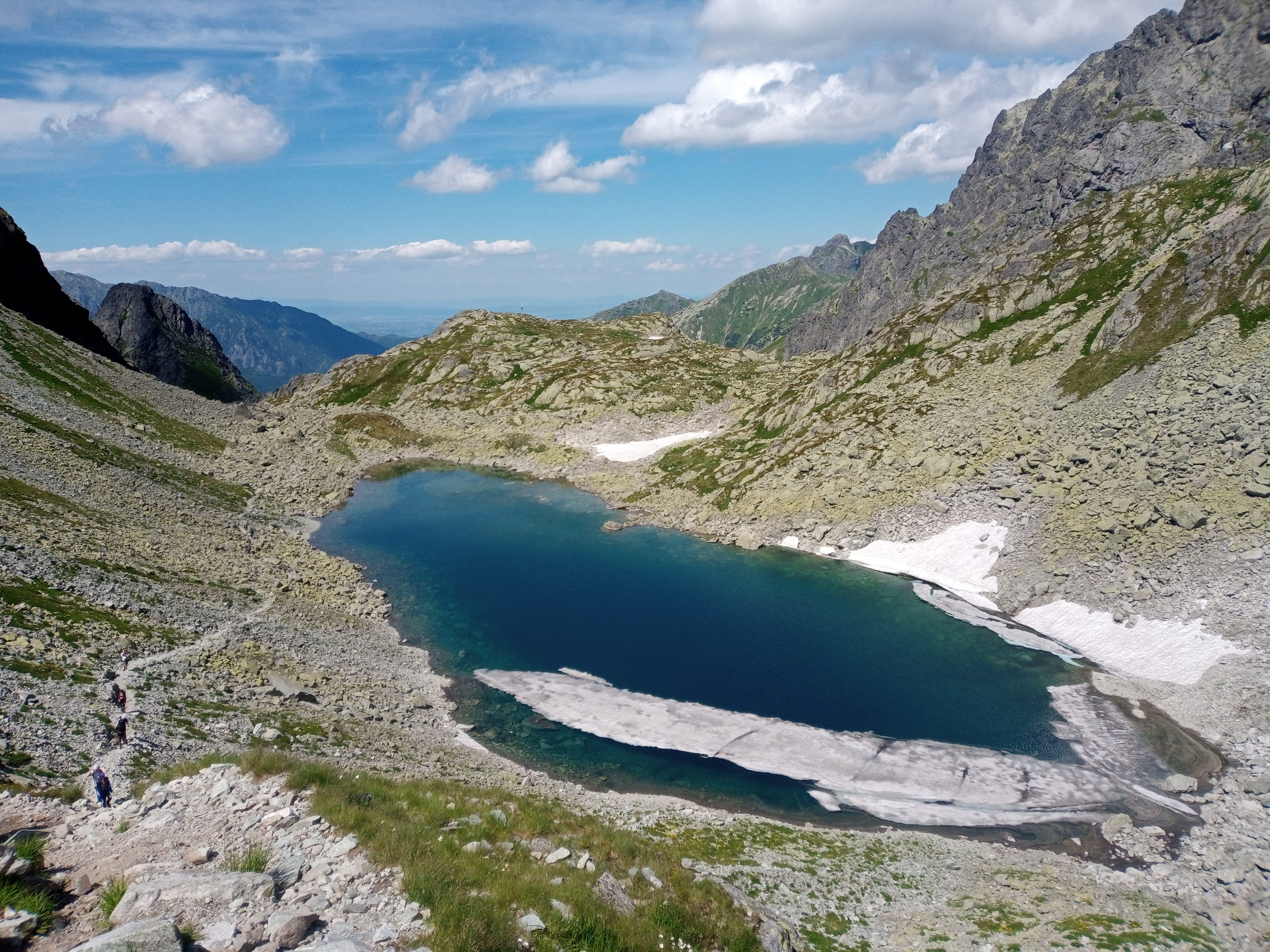
Bergsee Zamrznuté pleso

Das Hauptfließgewässer ist der Bach Biela voda (hier polnisch Biała Woda genannt) mit mehreren Zuflüssen, darunter die rechts gesehenen Tísovka, Litvorový potok, Rovienkovy potok und Svišťový potok sowie die links gelegenen Rybi Potok, Žabí potok und Ťažký potok. Im Zuge dieser Wasserläufe entstanden Wasserfälle wie Zmrzlý vodopád und Ťažký vodopád des Ťažký potok und der Hviezdoslavov vodopád des Zelený potok.
Im Haupttal liegen keine Bergseen, diese sind jedoch in Seitentälern und Fortsetzungen vorhanden. Hierzu gehören folgende Bergseen: Nižné Bielovodské Žabie pleso (Froschseetaler Unterer Froschsee), Vyšné Bielovodské Žabie pleso (Froschseetaler Oberer Froschsee), Ťažké pleso (Verborgener See), Zmrzlé pleso (Verborgener Eissee), Rovienkove pleso (Ebentalseen), Hrubé pleso oder Svišťové plieska (Murmeltier-Seen), Litvorové pleso (Litvorovysee), Zamrznuté pleso (Gefronerer See), Zamrznuté oka (Gefrorene Augen), Jelenie pliesko (Hirschensee), Kačacie pliesko (Entensee) und Zelené Kačacie pleso (Ententaler Grüner See).

## Name und Geschichte

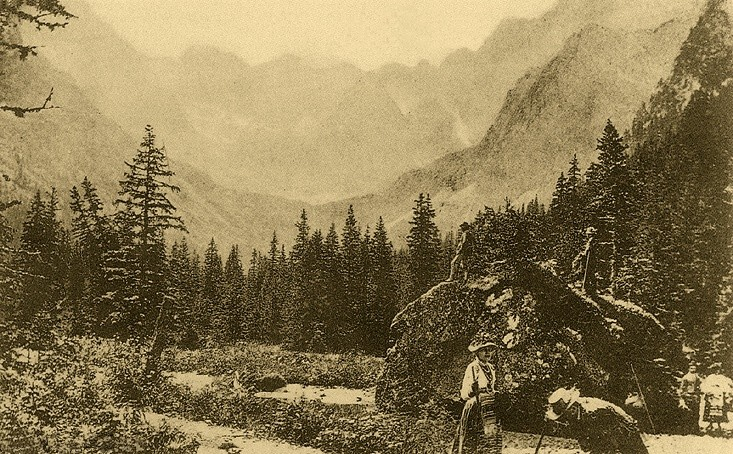
Historische Fotografie von Walery Eljasz-Radzikowski

Der Name ist vom Namen des Bachs Biela voda abgeleitet worden, der wiederum seinen Namen nach den weißen Granitsteinen im Flussbett erhielt. Früher waren anderen Namen gebräuchlich: einer ist Podúplazská dolina (slowakisch), der auf den Charakter des Tals unter steilen Grashängen oder Leiten (slowakisch úplaz) hinweist. Im Deutschen wurde dieser Name als Podieplazsky Thal (Albrecht von Sydow, 1830) wiedergegeben. Örtliche Hirten nannten dieses Tal auch Dolina pod Vysokou, also unterhalb des Bergs Vysoká (deutsch Tatraspitze), im Werk Flora Carpatorum principalium (1814) des schwedischen Botanikers Göran Wahlenberg erscheint die eingedeutschte Form Wiszokathal. 
Im 13. Jahrhundert wurde das Tal Bestandteil des neu entstandenen Herrschaftsgebiets Dunajec mit Sitz in der Burg Niedzica (heute in Polen). Im 18. Jahrhundert etablierte sich das Tal zum Weidegrund für Hirten aus fünf goralischen Gemeinden. Ein Gebietsdisput zwischen den Herrschaften Dunajec und Zakopane gipfelte 1902 in einem Schiedsspruch eines Tribunals in Graz, das das strittige Gebiet dem damals österreichischen Galizien zusprach.
1877 errichtete der Großgrundbesitzer Aladár Salomon eine dreiräumige Jagdhütte auf der Weide Poľana pod Vysokou, einer der Räume stellte er den Touristen nach vorherigen Absprache zur Verfügung. Kurz zuvor war ein Vorschlag der Polnischen Tatra-Gesellschaft abgelehnt worden. 1879 erwarb der Fürst Christian Kraft zu Hohenlohe-Öhringen das Tal, wandelte die Jagdhütte in ein Forsthaus und generell wollte die Touristen aus seinen Jagdrevieren fernhalten. 1924–1926 stand am Platz des im Jahr zuvor abgebrannten Forsthauses eine Berghütte des Klub Tschechoslowakischer Touristen, aber auch diese wurde durch einen Brand zerstört. 1936 erwarb der tschechoslowakische Staat das Tal. Von September 1938 bis November 1939 war das Tal Teil der Zweiten Polnischen Republik.

## Tourismus

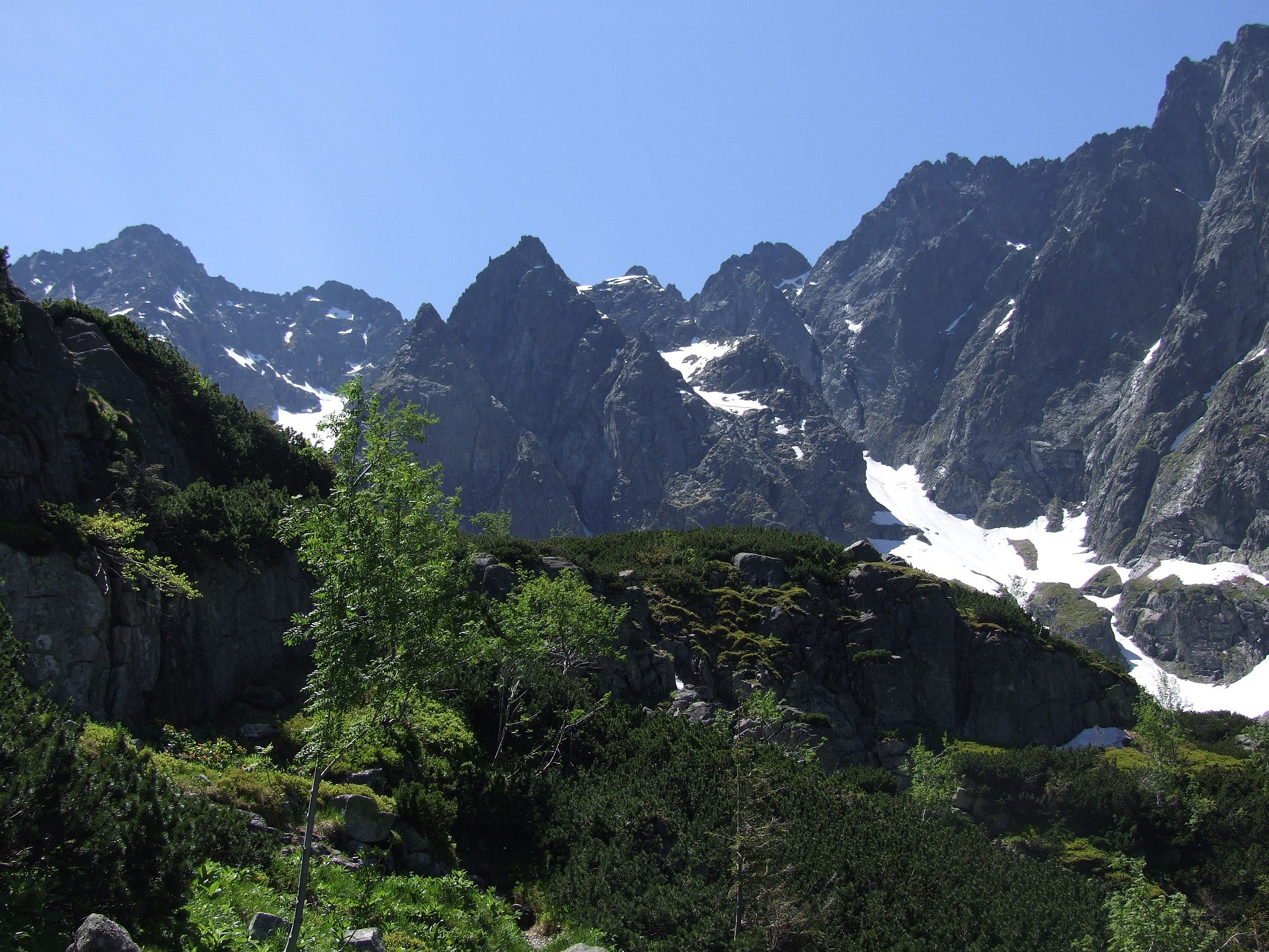
Kačacia dolina

In Lysá Poľana bei Tatranská Javorina, nahe dem Grenzübergang zu Polen, beginnt ein blau markierter Wanderweg, der das Haupttal und das Seitental Litvorová dolina erschließt. Oberhalb des Sees Zamrznuté pleso zweigt ein grün markierter Wanderweg zum Sattel Poľský hrebeň, wo ein gelb markierter Wanderweg zum Berg Východná Vysoká besteht, mit Fortführung ins Tal Velická dolina und zum Berghotel Sliezsky dom, mit dem Ende in Tatranská Polianka. Der blaue Weg überquert den Sattel Prielom zur Berghütte Zbojnícka chata im Tal Veľká Studená dolina, mit dem Ziel in Tatranská Lomnica.
Im gesamten Talsystem bestehen keine Berghütten.